# Chris Keller
Chris Keller, gespeeld door acteur Tyler Hilton, is een personage uit de televisieserie One Tree Hill.

## Seizoen2
Chris Keller is een werknemer in een platenwinkel die door Peyton Sawyer wordt gevraagd om op te treden bij club Tric. Echter, toen hij merkte dat niemand interesse toonde tijdens zijn optreden, weigerde hij verder te gaan. Hierdoor werd Haley James Scott gedwongen om te zingen. Ze begonnen zakenpartners te worden, aangezien ze beiden muzikanten werden. Ze kregen een steeds sterkere band en Haley kuste hem zelfs, ondanks haar huwelijk met Nathan Scott. Echter, toen hij haar vroeg om met hem mee te gaan op tour, weigerde ze.
Chris kwam later terug met The Wreckers om Haley opnieuw vragen mee te gaan op tour. Haley accepteerde dit keer. Echter, toen ze door de media werden gezien als koppel, werden Haley en Nathan boos. Chris leek het echter niet erg te vinden. Toen Nathan een nietigverklaring stuurde naar Haley, verliet ze Chris en haar tour om terug te keren naar Tree Hill.

## Seizoen 3
Chris komt terug naar Tree Hill als Nathan hem betaalt om Haley te helpen met haar muziek. Dan Scott, die het huwelijk van Nathan en Haley nooit zag zitten, betaalde Chris om Haley te verleiden.
Tijdens een verkiezing op de middelbare school waarin meiden hun fantasiejongen kiezen, koos Brooke Davis Chris. Ze ging met hem naar bed, ondanks het feit dat ze een relatie had met Lucas Scott.
Nadat hij in geldproblemen kwam, verkocht Chris zijn gitaar om de record deal van Haley te kunnen betalen. Hierna verliet hij Tree Hill.

## Seizoen 4
In aflevering 10 ziet de kijker een poster van Chris waarop wordt aangetoond dat hij op tour is. Ook helpt hij Lucas, Nathan, Brooke, Peyton, Haley en Skills Taylor in aflevering 17, wanneer zij zoeken naar een vermiste Mouth McFadden.

## Seizoen 9
Ook in seizoen 9 zien we Chris opnieuw aan het werk.